# 황바이밍
황백명(黃百鳴, 1946년 ~ )은 홍콩 출신의 영화 배우이자 영화 제작자이다.

## 주요 이력
홍콩에서 출생하였고 지난날 한때 중화인민공화국 광둥 성 허산에서 잠시 유아기를 보낸 적이 있으며 이후 중화인민공화국 광둥 성 장먼에서 잠시 유년기를 보낸 적이 있는 그는 1965년 연극배우 첫 데뷔하였다.

## 작품 목록
- 개심귀 2 (1985년)
- 천왕 (1991년)
- 루시드 드림 (제작)